# Myosorex geata
Myosorex geata là một loài động vật có vú trong họ Chuột chù, bộ Soricomorpha. Loài này được Allen & Loveridge mô tả năm 1927.